# Flurlingen
Flurlingen is een gemeente en plaats in het Zwitserse kanton Zürich, en maakt deel uit van het district Andelfingen.
Flurlingen telt 1364 inwoners.